# Czystkowate

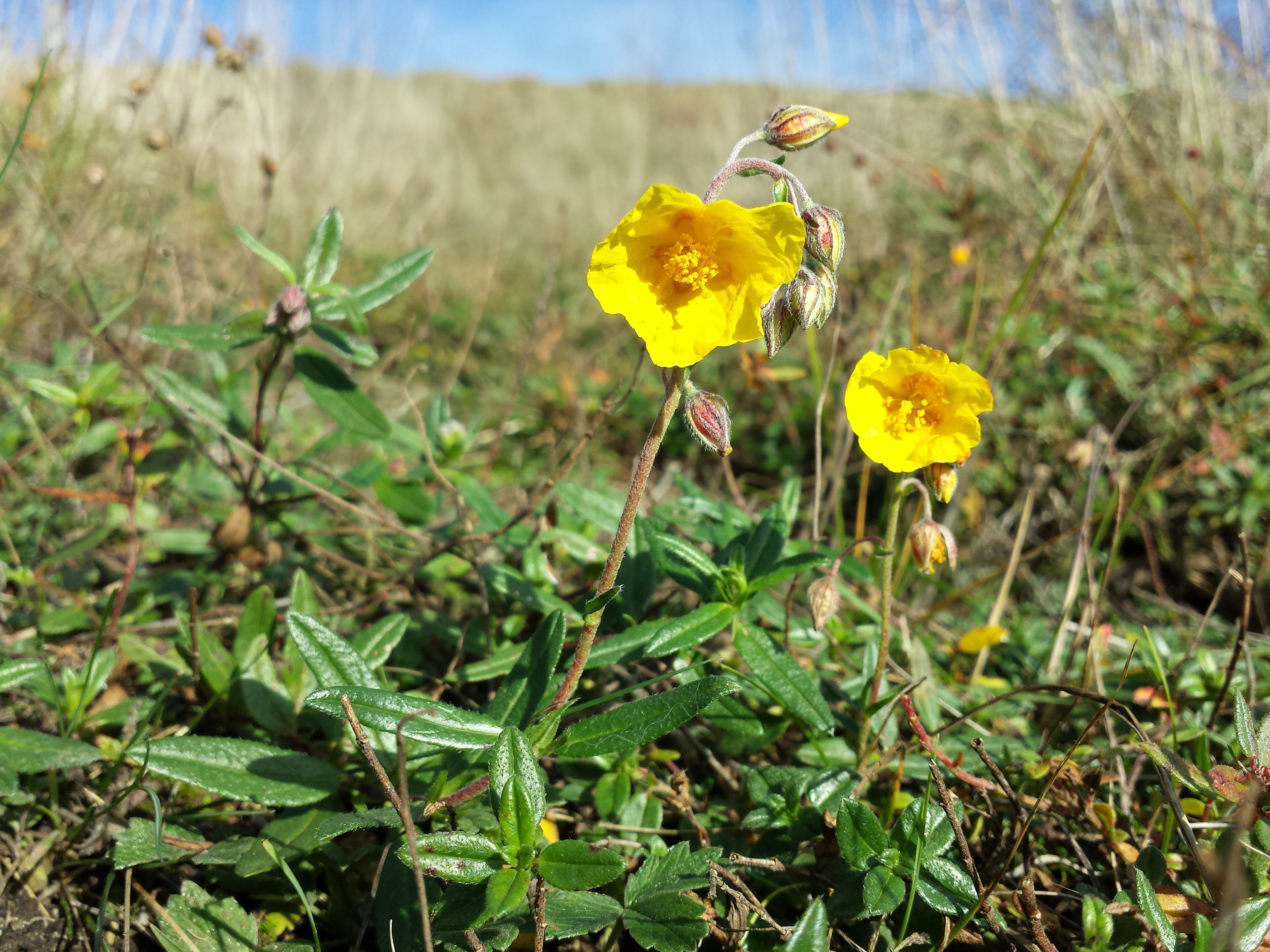
Posłonek rozesłany pospolity

Czystkowate, posłonkowate (Cistaceae) – rodzina roślin należąca do rzędu ślazowców (Malvales), w niektórych, zwłaszcza dawniejszych ujęciach grupowana w rząd czystkowców (Cistales). Liczy 8 rodzajów z 207 gatunkami, spośród których do flory Polski należy tylko jeden – posłonek (Helianthemum). Czystkowate to aromatyczne rośliny zielne lub krzewy, często rosnące w miejscach otwartych, słonecznych na podłożu piaszczystym lub wapiennym. Centrum zróżnicowania rodziny jest basen Morza Śródziemnego, ale jej przedstawiciele występują także na obu kontynentach amerykańskich, niemal całej Europie, północnej i wschodniej Afryce oraz w zachodniej Azji. Żywica z różnych gatunków czystka – ladanum – jest od dawnych czasów pozyskiwana i stosowana w medycynie, przy czym współcześnie znajduje zastosowanie głównie w przemyśle perfumeryjnym. Wiele gatunków w różnych odmianach uprawnych, także mieszańcowych, z rodzajów czystek Cistus, posłonek Helianthemum i Halimum uprawianych jest jako rośliny ozdobne.

## Morfologia

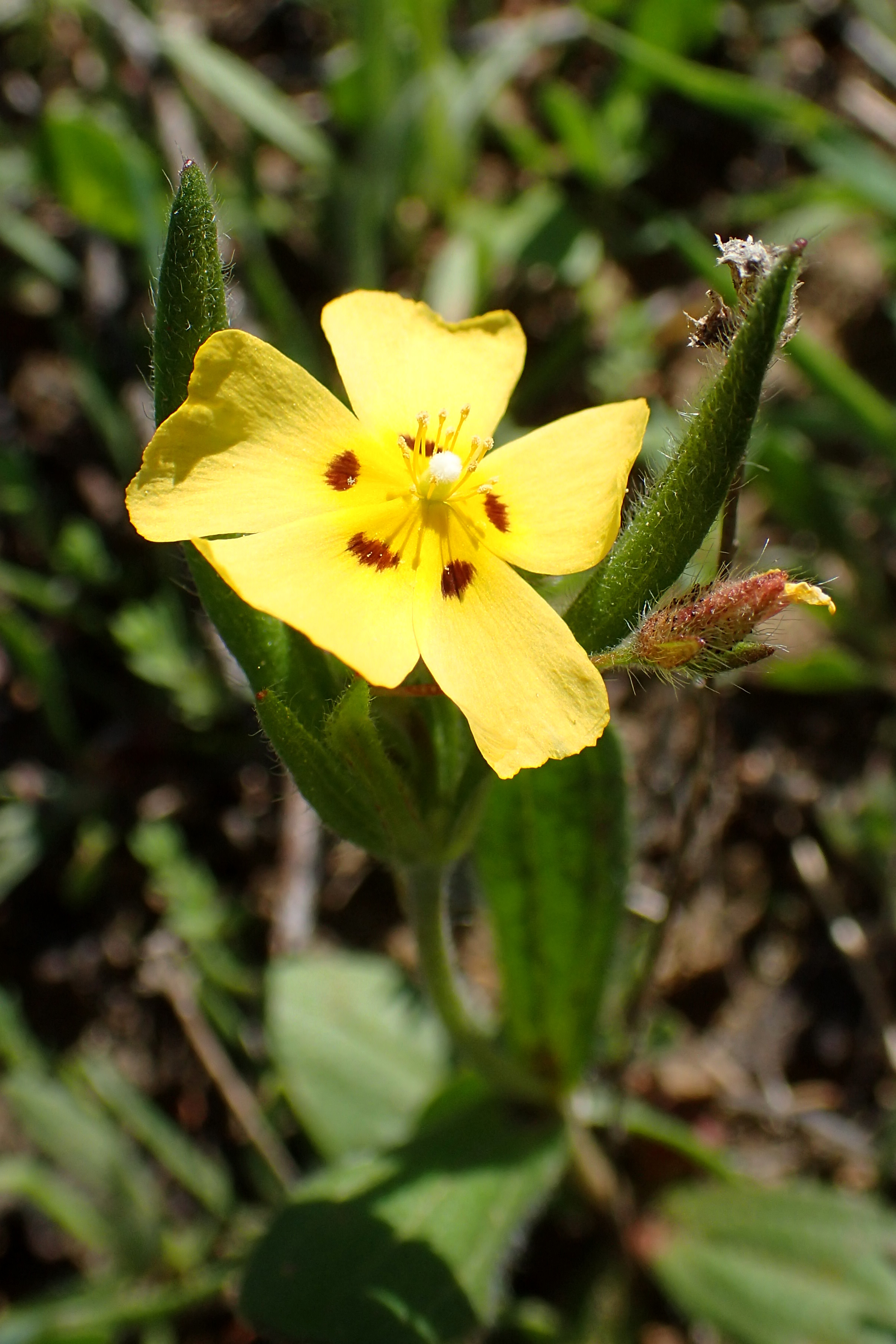
Tuberaria guttata

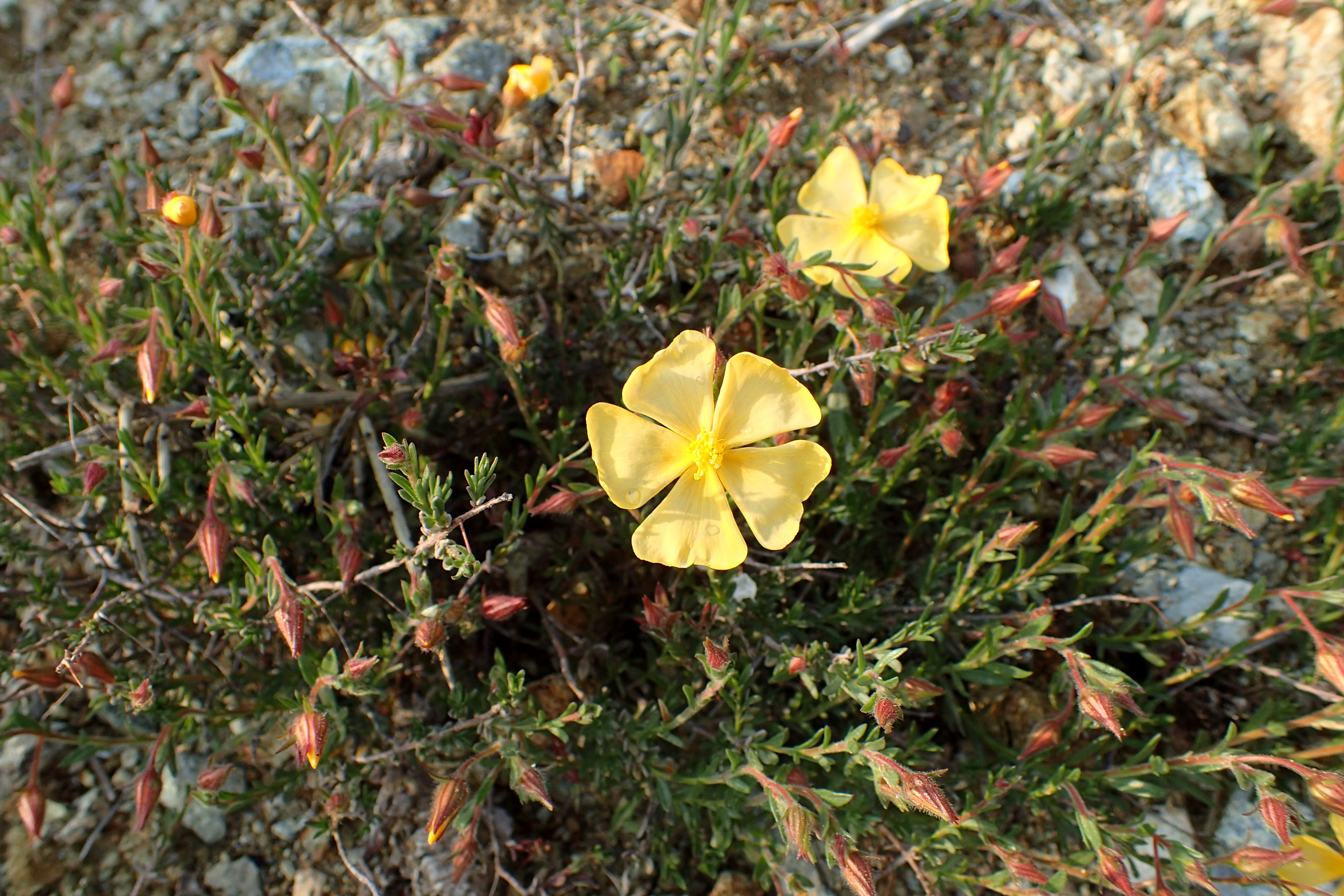
Fumana arabica

PokrójRośliny zielne – jednoroczne (w tym efemerydy wydające nasiona po kilku tygodniach rozwoju) i byliny, także krzewy, rzadko drzewa. Okryte włoskami pojedynczymi lub skupionymi w pęczkach i wyglądającymi wówczas na gwiazdkowate, często gruczołowatymi, tak że w efekcie rośliny te bywają lepkie w dotyku. U roślin z siedlisk suchych często występują bulwiaste kłącza.
LiścieNaprzeciwległe, rzadko skrętoległe lub okółkowe, pojedyncze. Przylistków zwykle brak, czasem są drobne, u Pakaraimaea okazałe. Blaszka liściowa całobrzega z użyłkowaniem dłoniastym, pierzastym lub z trzema lub więcej głównymi żyłkami biegnącymi równolegle. U wielu przedstawicieli przystosowanych do klimatu suchego blaszki są zwinięte, silnie owłosione lub szybko opadające.
KwiatyPojedyncze lub zebrane w wyrastające w kątach liści kwiatostany wierzchotkowe wiechowate lub groniaste. Kwiaty są obupłciowe i promieniste, czasem klejstogamiczne. Działki kielicha są trwałe. Mogą występować w liczbie trzech wolnych działek lub pięciu, ale wówczas dwie zewnętrzne są wąskie przyrośnięte do trzech wewnętrznych. Płatków korony jest pięć (trzy tylko w rodzaju Lechea) i w pąku są zmięte (skręcone u Pakaraimaea). Zwykle opadają po kilku godzinach kwitnienia. Pręciki są liczne, ich pylniki otwierają się podłużnymi pęknięciami, czasem wyróżniają się szerokimi łącznikami. Zalążnia jest górna i powstaje z trzech do pięciu owocolistków tworzących pojedynczą komorę (u Pakaraimaea komór jest pięć). Pojedyncza szyjka słupka zwieńczona jest jednym lub trzema znamionami.
OwoceWielonasienne torebki, rzadko pojedyncze nasiona.

## Systematyka
Pozycja systematyczna i podział według APweb (aktualizowany system APG IV z 2016)
Jedna z rodzin z  rzędu ślazowców Malvales w obrębie kladu różowych roślin okrytonasiennych. W obrębie rzędu jest taksonem siostrzanym dla monotypowego rodzaju Pakaraimaea, wraz z którym z kolei stanowi grupę siostrzaną dla rodzin Sarcolaenaceae i Dipterocarpaceae. Takie powiązania filogenetyczne powodują, że według niektórych ujęć rodzaj Pakaraimaea, dawniej zaliczany do Dipterocarpaceae zaliczany jest do czystkowatych.
|  | Cistaceae – czystkowate                                                               |
|  |                                                                                       |
|  | \| \| Sarcolaenaceae \| \| \| \| \| \| Dipterocarpaceae – dwuskrzydłowate \| \| \| \| |
|  |                                                                                       |
|  | Sarcolaenaceae                                                                        |
|  |                                                                                       |
|  | Dipterocarpaceae – dwuskrzydłowate                                                    |
|  |                                                                                       |

|  | Sarcolaenaceae                     |
|  |                                    |
|  | Dipterocarpaceae – dwuskrzydłowate |
|  |                                    |

|  | Cistaceae – czystkowate                                                               |
|  |                                                                                       |
|  | \| \| Sarcolaenaceae \| \| \| \| \| \| Dipterocarpaceae – dwuskrzydłowate \| \| \| \| |
|  |                                                                                       |
|  | Sarcolaenaceae                                                                        |
|  |                                                                                       |
|  | Dipterocarpaceae – dwuskrzydłowate                                                    |
|  |                                                                                       |

|  | Sarcolaenaceae                     |
|  |                                    |
|  | Dipterocarpaceae – dwuskrzydłowate |
|  |                                    |

|  | Cytinaceae – morzyczystkowate |
|  |                               |
|  | Muntingiaceae – rozcięgowate  |
|  |                               |

|  | Cistaceae – czystkowate                                                               |
|  |                                                                                       |
|  | \| \| Sarcolaenaceae \| \| \| \| \| \| Dipterocarpaceae – dwuskrzydłowate \| \| \| \| |
|  |                                                                                       |
|  | Sarcolaenaceae                                                                        |
|  |                                                                                       |
|  | Dipterocarpaceae – dwuskrzydłowate                                                    |
|  |                                                                                       |

|  | Sarcolaenaceae                     |
|  |                                    |
|  | Dipterocarpaceae – dwuskrzydłowate |
|  |                                    |

|  | Cistaceae – czystkowate                                                               |
|  |                                                                                       |
|  | \| \| Sarcolaenaceae \| \| \| \| \| \| Dipterocarpaceae – dwuskrzydłowate \| \| \| \| |
|  |                                                                                       |
|  | Sarcolaenaceae                                                                        |
|  |                                                                                       |
|  | Dipterocarpaceae – dwuskrzydłowate                                                    |
|  |                                                                                       |

|  | Sarcolaenaceae                     |
|  |                                    |
|  | Dipterocarpaceae – dwuskrzydłowate |
|  |                                    |

|  | Cytinaceae – morzyczystkowate |
|  |                               |
|  | Muntingiaceae – rozcięgowate  |
|  |                               |

|  | Cistaceae – czystkowate                                                               |
|  |                                                                                       |
|  | \| \| Sarcolaenaceae \| \| \| \| \| \| Dipterocarpaceae – dwuskrzydłowate \| \| \| \| |
|  |                                                                                       |
|  | Sarcolaenaceae                                                                        |
|  |                                                                                       |
|  | Dipterocarpaceae – dwuskrzydłowate                                                    |
|  |                                                                                       |

|  | Sarcolaenaceae                     |
|  |                                    |
|  | Dipterocarpaceae – dwuskrzydłowate |
|  |                                    |

|  | Cistaceae – czystkowate                                                               |
|  |                                                                                       |
|  | \| \| Sarcolaenaceae \| \| \| \| \| \| Dipterocarpaceae – dwuskrzydłowate \| \| \| \| |
|  |                                                                                       |
|  | Sarcolaenaceae                                                                        |
|  |                                                                                       |
|  | Dipterocarpaceae – dwuskrzydłowate                                                    |
|  |                                                                                       |

|  | Sarcolaenaceae                     |
|  |                                    |
|  | Dipterocarpaceae – dwuskrzydłowate |
|  |                                    |

|  | Cytinaceae – morzyczystkowate |
|  |                               |
|  | Muntingiaceae – rozcięgowate  |
|  |                               |

|  | Cistaceae – czystkowate                                                               |
|  |                                                                                       |
|  | \| \| Sarcolaenaceae \| \| \| \| \| \| Dipterocarpaceae – dwuskrzydłowate \| \| \| \| |
|  |                                                                                       |
|  | Sarcolaenaceae                                                                        |
|  |                                                                                       |
|  | Dipterocarpaceae – dwuskrzydłowate                                                    |
|  |                                                                                       |

|  | Sarcolaenaceae                     |
|  |                                    |
|  | Dipterocarpaceae – dwuskrzydłowate |
|  |                                    |

|  | Cistaceae – czystkowate                                                               |
|  |                                                                                       |
|  | \| \| Sarcolaenaceae \| \| \| \| \| \| Dipterocarpaceae – dwuskrzydłowate \| \| \| \| |
|  |                                                                                       |
|  | Sarcolaenaceae                                                                        |
|  |                                                                                       |
|  | Dipterocarpaceae – dwuskrzydłowate                                                    |
|  |                                                                                       |

|  | Sarcolaenaceae                     |
|  |                                    |
|  | Dipterocarpaceae – dwuskrzydłowate |
|  |                                    |

|  | Cytinaceae – morzyczystkowate |
|  |                               |
|  | Muntingiaceae – rozcięgowate  |
|  |                               |

|  | Cistaceae – czystkowate                                                               |
|  |                                                                                       |
|  | \| \| Sarcolaenaceae \| \| \| \| \| \| Dipterocarpaceae – dwuskrzydłowate \| \| \| \| |
|  |                                                                                       |
|  | Sarcolaenaceae                                                                        |
|  |                                                                                       |
|  | Dipterocarpaceae – dwuskrzydłowate                                                    |
|  |                                                                                       |

|  | Sarcolaenaceae                     |
|  |                                    |
|  | Dipterocarpaceae – dwuskrzydłowate |
|  |                                    |

|  | Cistaceae – czystkowate                                                               |
|  |                                                                                       |
|  | \| \| Sarcolaenaceae \| \| \| \| \| \| Dipterocarpaceae – dwuskrzydłowate \| \| \| \| |
|  |                                                                                       |
|  | Sarcolaenaceae                                                                        |
|  |                                                                                       |
|  | Dipterocarpaceae – dwuskrzydłowate                                                    |
|  |                                                                                       |

|  | Sarcolaenaceae                     |
|  |                                    |
|  | Dipterocarpaceae – dwuskrzydłowate |
|  |                                    |

|  | Cytinaceae – morzyczystkowate |
|  |                               |
|  | Muntingiaceae – rozcięgowate  |
|  |                               |

|  | Cistaceae – czystkowate                                                               |
|  |                                                                                       |
|  | \| \| Sarcolaenaceae \| \| \| \| \| \| Dipterocarpaceae – dwuskrzydłowate \| \| \| \| |
|  |                                                                                       |
|  | Sarcolaenaceae                                                                        |
|  |                                                                                       |
|  | Dipterocarpaceae – dwuskrzydłowate                                                    |
|  |                                                                                       |

|  | Sarcolaenaceae                     |
|  |                                    |
|  | Dipterocarpaceae – dwuskrzydłowate |
|  |                                    |

|  | Cistaceae – czystkowate                                                               |
|  |                                                                                       |
|  | \| \| Sarcolaenaceae \| \| \| \| \| \| Dipterocarpaceae – dwuskrzydłowate \| \| \| \| |
|  |                                                                                       |
|  | Sarcolaenaceae                                                                        |
|  |                                                                                       |
|  | Dipterocarpaceae – dwuskrzydłowate                                                    |
|  |                                                                                       |

|  | Sarcolaenaceae                     |
|  |                                    |
|  | Dipterocarpaceae – dwuskrzydłowate |
|  |                                    |

|  | Cytinaceae – morzyczystkowate |
|  |                               |
|  | Muntingiaceae – rozcięgowate  |
|  |                               |

|  | Cistaceae – czystkowate                                                               |
|  |                                                                                       |
|  | \| \| Sarcolaenaceae \| \| \| \| \| \| Dipterocarpaceae – dwuskrzydłowate \| \| \| \| |
|  |                                                                                       |
|  | Sarcolaenaceae                                                                        |
|  |                                                                                       |
|  | Dipterocarpaceae – dwuskrzydłowate                                                    |
|  |                                                                                       |

|  | Sarcolaenaceae                     |
|  |                                    |
|  | Dipterocarpaceae – dwuskrzydłowate |
|  |                                    |

|  | Cistaceae – czystkowate                                                               |
|  |                                                                                       |
|  | \| \| Sarcolaenaceae \| \| \| \| \| \| Dipterocarpaceae – dwuskrzydłowate \| \| \| \| |
|  |                                                                                       |
|  | Sarcolaenaceae                                                                        |
|  |                                                                                       |
|  | Dipterocarpaceae – dwuskrzydłowate                                                    |
|  |                                                                                       |

|  | Sarcolaenaceae                     |
|  |                                    |
|  | Dipterocarpaceae – dwuskrzydłowate |
|  |                                    |

|  | Cytinaceae – morzyczystkowate |
|  |                               |
|  | Muntingiaceae – rozcięgowate  |
|  |                               |

|  | Cistaceae – czystkowate                                                               |
|  |                                                                                       |
|  | \| \| Sarcolaenaceae \| \| \| \| \| \| Dipterocarpaceae – dwuskrzydłowate \| \| \| \| |
|  |                                                                                       |
|  | Sarcolaenaceae                                                                        |
|  |                                                                                       |
|  | Dipterocarpaceae – dwuskrzydłowate                                                    |
|  |                                                                                       |

|  | Sarcolaenaceae                     |
|  |                                    |
|  | Dipterocarpaceae – dwuskrzydłowate |
|  |                                    |

|  | Cistaceae – czystkowate                                                               |
|  |                                                                                       |
|  | \| \| Sarcolaenaceae \| \| \| \| \| \| Dipterocarpaceae – dwuskrzydłowate \| \| \| \| |
|  |                                                                                       |
|  | Sarcolaenaceae                                                                        |
|  |                                                                                       |
|  | Dipterocarpaceae – dwuskrzydłowate                                                    |
|  |                                                                                       |

|  | Sarcolaenaceae                     |
|  |                                    |
|  | Dipterocarpaceae – dwuskrzydłowate |
|  |                                    |

|  | Cytinaceae – morzyczystkowate |
|  |                               |
|  | Muntingiaceae – rozcięgowate  |
|  |                               |

Pozycja w systemie Reveala (1993–1999)
Gromada okrytonasienne (Magnoliophyta Cronquist), podgromada Magnoliophytina Frohne & U. Jensen ex Reveal, klasa Rosopsida Batsch, podklasa ukęślowe (Dilleniidae Takht. ex Reveal & Tahkt.), nadrząd Malvanae Takht., rząd czystkowce (Cistales Rchb.), podrząd Cistineae Rchb., rodzina czystkowate (Cistaceae Juss.).
Wykaz rodzajów
- Cistus L. – czystek
- Fumana (Dunal) Spach – fumana[9]
- ×Halimiocistus Janch.
- Halimum (Dunal) Spach
- Helianthemum Mill. – posłonek
- Hudsonia L. – hudsonia[10]
- Lechea L. – cienkota[10]
- Tuberaria (Dunal) Spach